# カニーノ
カニーノ（伊: Canino）は、イタリア共和国ラツィオ州ヴィテルボ県にある、人口約5,000人の基礎自治体（コムーネ）。

## 地理

### 位置・広がり
ヴィテルボ県のコムーネ。県都ヴィテルボから西へ30kmの距離にある。

#### 隣接コムーネ
隣接するコムーネは以下の通り。括弧内のGRはグロッセート県所属を示す。
- チェッレレ
- イスキア・ディ・カストロ
- マンチャーノ (GR)
- モンタルト・ディ・カストロ
- テッセナーノ
- トゥスカーニア

### 気候分類・地震分類
カニーノにおけるイタリアの気候分類 (it) および度日は、zona D, 1828 GGである。
また、イタリアの地震リスク階級 (it) では、zona 2B (sismicità media) に分類される。